# Manual de supervivencia
Manual de supervivencia es una serie de televisión por internet de comedia dramática argentina dirigida por Victoria Galardi para Movistar Play. El guion fue escrito por Galardi y Paula Schiselman. La serie está compuesta por ocho episodios que fueron estrenados el 14 de mayo de 2020.
Fue la primera serie argentina producida para Movistar Play. Se estrenó el 14 de mayo de 2020, el primer episodio de manera gratuita a través de YouTube y el resto en la plataforma de vídeo bajo demanda de Movistar.

## Sinopsis
Retrata la vida de Esteban, quien a los cuarenta años decide tomar una importante decisión: renunciar a su trabajo de abogado, que ejerció por más de quince años en el estudio familiar, para dedicarse de lleno a la actuación. Sin embargo sus planes no están funcionando como imaginaba: sin trabajo y recientemente separado se encuentra ante la difícil tarea de sostener su nuevo presente, y abrirse camino en el desconocido mundo actoral, lo cual no es tarea sencilla.

## Reparto
- Esteban Bigliardi como Esteban
- Dolores Fonzi como Eli
- Daniel Hendler  como Pablo
- Violeta Urtizberea como Ana
- Abian Vainstein como Miguel
- Carla Quevedo como Dolores
- Martín Piroyansky como Martín
- Susana Pampín como Verónica
- Santiago Gobernori
- Pilar Gamboa como Pilar
- Julieta Zylberberg como Julieta
- Verónica Llinás como Verónica
- William Prociuk como Juan

## Premios y nominaciones
| Lista de premios y nominaciones | Lista de premios y nominaciones | Lista de premios y nominaciones | Lista de premios y nominaciones | Lista de premios y nominaciones | Lista de premios y nominaciones |
| Año                             | Organización                    | Categoría                       | Nominado/a(s)                   | Resultado                       | Ref(s)                          |
| ------------------------------- | ------------------------------- | ------------------------------- | ------------------------------- | ------------------------------- | ------------------------------- |
| 2021                            | Premios Cóndor de Plata         | Mejor Serie y/o Documental      | Manual de supervivencia         | Nominado                        | [ 3 ] [ 4 ]                     |
| 2021                            | Premios Cóndor de Plata         | Mejor Dirección en Serie        | Victoria Galardi                | Ganadora                        | [ 3 ] [ 4 ]                     |
| 2021                            | Premios Cóndor de Plata         | Mejor Actriz en Serie           | Pilar Gamboa                    | Ganadora                        | [ 3 ] [ 4 ]                     |
| 2021                            | Premios Cóndor de Plata         | Mejor Actriz en Serie           | Verónica Llinás                 | Ganadora                        | [ 3 ] [ 4 ]                     |
| 2021                            | Premios Cóndor de Plata         | Mejor Actriz en Serie           | Dolores Fonzi                   | Nominada                        | [ 3 ] [ 4 ]                     |
| 2021                            | Premios Cóndor de Plata         | Mejor Actor en Serie            | Esteban Bigliardi               | Ganador                         | [ 3 ] [ 4 ]                     |